# جنيفر تيلي
جينيفر تيلي (بالإنجليزية: Jennifer Tilly)‏(ولدت بإسم جينيفر إلين تشان في 16 سبتمبر 1958)، هي ممثلة كندية-أمريكية ولاعبة بوكر محترفة. تُعرف بصوتها المميز وتوقيتها الكوميدي، وهي حائزة على جائزة ساتورن، جائزة فانتازبورتو، وجائزة جلود، بالإضافة إلى ترشيحات لجائزة الكوميديا الأمريكية، جائزة جيميني، جائزتين من جوائز أفلام إم تي في، وجائزة الأوسكار.
حققت تيلي نجاحًا كبيرًا بعد سلسلة من الأدوار الصغيرة في الأفلام والتلفزيون خلال منتصف أواخر الثمانينات بدور داعم كـ "أوليف نييل" في فيلم "الرصاصات فوق برودواي" (1994)، والذي تم ترشيحها فيه لجائزة الأوسكار لأفضل ممثلة مساعدة. ثم نالت الإشادة بسبب دورها في تجسيد شخصية "فيوليت"، الفاتنة المثلية، في فيلم "بوند" (1996). حصلت تيلي على شهرة واسعة عندما لعبت دور "تيفاني فالنتاين" في فيلم "عروس تشاكي" (1998)، وأعادت تجسيد الشخصية في عدة أجزاء من سلسلة أفلام "لعبة الطفل"، بالإضافة إلى مسلسل "تشاكي" (2021–2024) على قناة سي في/يو إس إيه. أصبحت علاقتها بهذه السلسلة أيقونة ثقافة شعبية وملكة أفلام الرعب. منذ عام 1999، أدت تيلي صوت شخصية "بوني سوانسون" في مسلسل الرسوم المتحركة "عائلة غاي" على قناة فوكس.

## وصلات خارجية
- جنيفر تيلي على موقع IMDb (الإنجليزية)
- جنيفر تيلي على موقع ميتاكريتيك (الإنجليزية)
- جنيفر تيلي على موقع روتن توميتوز (الإنجليزية)
- جنيفر تيلي على موقع قاعدة بيانات الأفلام العربية
- جنيفر تيلي على موقع ألو سيني (الفرنسية)
- جنيفر تيلي على موقع ميوزك برينز (الإنجليزية)
- جنيفر تيلي على موقع تيرنر كلاسيك موفيز (الإنجليزية)
- جنيفر تيلي على موقع أول موفي (الإنجليزية)
- جنيفر تيلي على موقع قاعدة بيانات برودواي على الإنترنت (الإنجليزية)
- جنيفر تيلي على موقع قاعدة بيانات برودواي على الإنترنت (الإنجليزية)